# Boliviaans voetbalelftal in 2009
Het Boliviaans voetbalelftal speelde negen officiële interlands in het jaar 2009, waaronder acht duels in de kwalificatiereeks voor het WK voetbal 2010 in Zuid-Afrika. La Verde ("De Groenen") stond onder leiding van oud-international Erwin Sánchez. Historisch was de 6-1 zege op Argentinië op 1 april. Sánchez werd opgevolgd door Eduardo Villegas nadat hij Bolivia niet naar de WK-eindronde had weten te loodsen. Op de FIFA-wereldranglijst steeg Bolivia in 2009 van de 58ste (januari 2009) naar de 56ste plaats (december 2009).

## Balans
| Wedstrijden | Wedstrijden | Wedstrijden | Wedstrijden | Doelpunten | Doelpunten | Doelpunten | Punten |
| Gespeeld    | Winst       | Gelijk      | Verlies     | Voor       | Tegen      | Saldo      | Punten |
| ----------- | ----------- | ----------- | ----------- | ---------- | ---------- | ---------- | ------ |
| 9           | 2           | 0           | 7           | 10         | 19         | –9         | 0.444  |

## Interlands
|                                                     | |       |                  | |
| 11 maart Vriendschappelijk № 369 «onderlinge duels» | Mexico | 5 – 1 | Bolivia          | Dick's Sporting Goods Park, Commerce City Toeschouwers: 35.000 Scheidsrechter: Baldomero Toledo (USA) |
| 11 maart Vriendschappelijk № 369 «onderlinge duels» | Vicente Matias Vuoso 24' Leandro Augusto 32' Vicente Matias Vuoso 58' Sergio Santana 71' (pen.) José María Cárdenas 84' |       | 68' Didi Torrico | Dick's Sporting Goods Park, Commerce City Toeschouwers: 35.000 Scheidsrechter: Baldomero Toledo (USA) |

|                                                             |                                        |       |         |                                                                                       |
| 28 maart WK-kwalificatie № 370 «onderlinge duels» 19:20 uur | Colombia                               | 2 – 0 | Bolivia | Estadio El Campín, Bogotá Toeschouwers: 22.044 Scheidsrechter: Alfredo Intriago (ECU) |
| 28 maart WK-kwalificatie № 370 «onderlinge duels» 19:20 uur | Macnelly Torres 26' Wason Rentería 88' |       |         | Estadio El Campín, Bogotá Toeschouwers: 22.044 Scheidsrechter: Alfredo Intriago (ECU) |

|                                                  | |       |                    |                                                                                          |
| 1 april WK-kwalificatie № 371 «onderlinge duels» | Bolivia | 6 – 1 | Argentinië         | Estadio Hernando Siles, La Paz Toeschouwers: 30.487 Scheidsrechter: Martín Vázquez (URU) |
| 1 april WK-kwalificatie № 371 «onderlinge duels» | Marcelo Moreno 12' Joaquín Botero 34' (pen.) Álex da Rosa 45' Joaquín Botero 55' Joaquín Botero 66' Didi Torrico 87' |       | 25' Lucho González | Estadio Hernando Siles, La Paz Toeschouwers: 30.487 Scheidsrechter: Martín Vázquez (URU) |

|                                                 |         |                          |           |                                                                                       |
| 6 juni WK-kwalificatie № 372 «onderlinge duels» | Bolivia | 0 – 1                    | Venezuela | Estadio Hernando Siles, La Paz Toeschouwers: 23.427 Scheidsrechter: Carlos Vera (ECU) |
| 6 juni WK-kwalificatie № 372 «onderlinge duels» |         | 33' (e.d.) Ronald Rivero |           | Estadio Hernando Siles, La Paz Toeschouwers: 23.427 Scheidsrechter: Carlos Vera (ECU) |

|                                                  |                                                                             |       |         |                                                                                       |
| 10 juni WK-kwalificatie № 373 «onderlinge duels» | Chili                                                                       | 4 – 0 | Bolivia | Estadio Nacional, Santiago Toeschouwers: 60.214 Scheidsrechter: Roberto Silvera (URU) |
| 10 juni WK-kwalificatie № 373 «onderlinge duels» | Jean Beausejour 44' Marco Estrada 74' Alexis Sánchez 78' Alexis Sánchez 89' |       |         | Estadio Nacional, Santiago Toeschouwers: 60.214 Scheidsrechter: Roberto Silvera (URU) |

|                                                      |                               |       |         |                                                                                                   |
| 5 september WK-kwalificatie № 374 «onderlinge duels» | Paraguay                      | 1 – 0 | Bolivia | Estadio Defensores del Chaco, Asunción Toeschouwers: 25.094 Scheidsrechter: Víctor Carrillo (PER) |
| 5 september WK-kwalificatie № 374 «onderlinge duels» | Salvador Cabañas 45+1' (pen.) |       |         | Estadio Defensores del Chaco, Asunción Toeschouwers: 25.094 Scheidsrechter: Víctor Carrillo (PER) |

|                                                                |                       |       |                                                                 |                                                                                           |
| 9 september WK-kwalificatie № 375 «onderlinge duels» 15:00 uur | Bolivia               | 1 – 3 | Ecuador                                                         | Estadio Hernando Siles, La Paz Toeschouwers: 10.200 Scheidsrechter: Héctor Baldassi (ARG) |
| 9 september WK-kwalificatie № 375 «onderlinge duels» 15:00 uur | Gerardo Yecerotte 85' |       | 4' Edison Méndez 46' Luis Antonio Valencia 56' Cristian Benítez | Estadio Hernando Siles, La Paz Toeschouwers: 10.200 Scheidsrechter: Héctor Baldassi (ARG) |

|                                                     |                                       |       |            |                                                                                      |
| 10 oktober WK-kwalificatie № 376 «onderlinge duels» | Bolivia                               | 2 – 1 | Brazilië   | Estadio Hernando Siles, La Paz Toeschouwers: 16.557 Scheidsrechter: Pablo Pozo (CHI) |
| 10 oktober WK-kwalificatie № 376 «onderlinge duels» | Edgar Olivares 10' Marcelo Moreno 32' |       | 70' Nilmar | Estadio Hernando Siles, La Paz Toeschouwers: 16.557 Scheidsrechter: Pablo Pozo (CHI) |

|                                                     |                |       |         |                                                                                        |
| 14 oktober WK-kwalificatie № 377 «onderlinge duels» | Peru           | 1 – 0 | Bolivia | Estadio Alejandro Villanueva, Lima Toeschouwers: 4.373 Scheidsrechter: Juan Soto (VEN) |
| 14 oktober WK-kwalificatie № 377 «onderlinge duels» | Johan Fano 54' |       |         | Estadio Alejandro Villanueva, Lima Toeschouwers: 4.373 Scheidsrechter: Juan Soto (VEN) |

## FIFA-wereldranglijst
| JAN | FEB | MAR | APR | MEI | JUN | JUL | AUG | SEP | OKT | NOV | DEC |
| --- | --- | --- | --- | --- | --- | --- | --- | --- | --- | --- | --- |
| 58  | 57  | 56  | 58  | 58  | 58  | 64  | 63  | 59  | 60  | 57  | 56  |

## Statistieken
| Carlos Arias          | 1982-04-27 | Club Bolívar      | 7 | 0 | 0 | 28 | 0 |
| Hugo Suárez           | 1982-02-07 | Jorge Wilstermann | 2 | 0 | 0 | 8  | 0 |
| Verdediging           |            |                   |   |   |   |    |   |
| Ronald Rivero         | 1980-01-29 | Universitario     | 7 | 0 | 0 |    |   |
| Ignacio García        | 1986-08-20 | Club Bolívar      | 4 | 1 | 0 |    |   |
| Edemir Rodríguez      | 1984-10-21 | Real Potosí       | 4 | 0 | 0 |    |   |
| Juan Manuel Peña      | 1973-01-17 | Celta de Vigo     | 4 | 0 | 0 | 85 | 1 |
| Miguel Hoyos          | 1981-03-11 | Club Bolívar      | 3 | 0 | 0 |    |   |
| Ronald Raldés         | 1981-04-20 | Maccabi Tel Aviv  | 3 | 0 | 0 |    |   |
| Luis Gatty Ribeiro    | 1979-11-01 | Real Potosí       | 3 | 0 | 0 |    |   |
| Marvin Bejarano       | 1988-03-06 | Universitario     | 2 | 0 | 0 | 2  | 0 |
| Luis Gutiérrez        | 1985-01-15 | Oriente Petrolero | 2 | 0 | 0 |    |   |
| Wilder Zabala         | 1982-12-31 | Oriente Petrolero | 2 | 0 | 0 |    |   |
| Luis Palacios         | 1977-07-13 | Club San José     | 1 | 0 | 0 |    |   |
| Enrique Parada        | 1981-11-04 | Club San José     | 1 | 0 | 0 |    |   |
| Rosauro Rivero        | 1982-09-08 | The Strongest     | 1 | 0 | 0 |    |   |
| Christian Vargas      | 1983-08-09 | Club Blooming     | 1 | 0 | 0 |    |   |
| Lorgio Álvarez        | 1978-06-29 | Club Blooming     | 0 | 1 | 0 |    |   |
| Santos Amador         | 1982-04-06 | Jorge Wilstermann | 0 | 1 | 0 |    |   |
| Julio César Hurtado   | 1983-12-25 | Club Aurora       | 0 | 1 | 0 |    |   |
| Middenveld            |            |                   |   |   |   |    |   |
| Ronald García         | 1980-12-17 | Aris Thessaloniki | 6 | 0 | 0 |    |   |
| Leonel Reyes          | 1976-11-19 | Club Bolívar      | 5 | 0 | 0 |    |   |
| Joselito Vaca         | 1982-08-12 | Oriente Petrolero | 4 | 3 | 0 |    |   |
| Wálter Flores         | 1978-10-29 | Club Bolívar      | 4 | 1 | 0 | 14 | 0 |
| Pablo Escobar         | 1978-07-12 | EC Santo André    | 3 | 2 | 0 |    |   |
| Abdón Reyes           | 1981-11-07 | Club Bolívar      | 3 | 2 | 0 |    |   |
| Didí Torrico          | 1988-05-18 | Jorge Wilstermann | 2 | 2 | 2 |    |   |
| Jaime Robles          | 1978-02-02 | Club Blooming     | 2 | 1 | 0 |    |   |
| Edgar Olivares        | 1977-01-25 | Jorge Wilstermann | 2 | 0 | 1 |    |   |
| Jesús Gómez           | 1979-07-18 | Club Blooming     | 2 | 0 | 0 |    |   |
| Daner Pachi           | 1984-04-01 | LDU Portoviejo    | 1 | 2 | 0 |    |   |
| Helmut Gutiérrez      | 1984-07-02 | La Paz FC         | 1 | 1 | 0 |    |   |
| Limberg Gutiérrez     | 1977-11-19 | The Strongest     | 1 | 0 | 0 |    |   |
| José Luis Chávez      | 1986-05-18 | Club Blooming     | 0 | 1 | 0 |    |   |
| Aanval                |            |                   |   |   |   |    |   |
| Marcelo Moreno        | 1987-06-18 | Wigan Athletic    | 6 | 0 | 2 | 18 | 7 |
| Alex da Rosa          | 1976-06-01 | Club San José     | 4 | 0 | 1 |    |   |
| Diego Cabrera         | 1982-08-13 | Oriente Petrolero | 3 | 1 | 0 |    |   |
| Joaquín Botero        | 1977-12-10 | Al-Arabi          | 1 | 1 | 3 |    |   |
| José Alfredo Castillo | 1983-02-09 | Oriente Petrolero | 1 | 1 | 0 |    |   |
| Juan Carlos Arce      | 1985-04-10 | Sport Recife      | 1 | 0 | 0 |    |   |
| Gerardo Yecerotte     | 1988-08-28 | Real Potosí       | 0 | 3 | 1 |    |   |
| Ricardo Pedriel       | 1987-01-19 | Giresunspor       | 0 | 2 | 0 | 7  | 1 |
| Mauricio Saucedo      | 1985-08-14 | Tsjornomorets     | 0 | 1 | 0 |    |   |
| Gilbert Álvarez       | 1992-04-07 | Club Callejas     | 0 | 1 | 0 |    |   |

FBF · A-internationals · Selecties · Bondscoaches · Statistieken · Boliviaans vrouwenelftal · Olympisch elftal · Bolivia U21 · Bolivia U20 · Bolivia U19 · Bolivia U18 · Bolivia U17
1926–1949 · 
1950–1959 · 
1960–1969 · 
1970–1979 · 
1980–1989 · 
1990–1999 · 
2000–2009 · 
2010–2019 ·
2020−2029
CC 1999
WK 1930 · 
WK 1950 · 
WK 1994
1926 · 
1927 · 
1927 · 1928 · 1929 · 
1930 · 
1931 · 1932 · 1933 · 1934 · 1935 · 1936 · 1937 · 
1938 · 
1939 · 1940 · 1941 · 1942 · 1943 · 1944 · 
1945 · 
1946 · 
1947 · 
1948 · 
1949 · 
1950 · 
1951 · 1952 · 
1953 · 
1954 · 1955 · 1956 · 
1957 · 
1958 · 
1959 · 
1960 · 
1961 · 
1962 · 
1963 · 
1964 · 
1965 · 
1966 · 
1967 · 
1968 · 
1969 · 
1970 · 
1971 · 
1972 · 
1973 · 
1974 · 
1975 · 
1976 · 
1977 · 
1978 · 
1979 · 
1980 · 
1981 · 
1982 · 
1983 · 
1984 · 
1985 · 
1986 · 
1987 · 
1988 · 
1989 · 
1990 · 
1991 · 
1992 · 
1993 · 
1994 · 
1995 · 
1996 · 
1997 · 
1998 · 
1999 · 
2000 · 
2001 · 
2002 · 
2003 · 
2004 · 
2005 · 
2006 · 
2007 · 
2008 · 
2009 · 
2010 ·
2011 · 
2012 · 
2013 · 
2014 · 
2015 · 
2016 ·
2017 ·
2018 ·
2019 ·
2020 ·
2021 ·
2022 ·
2023 ·
2024
Algerije ·
Andorra ·
Argentinië ·
Brazilië ·
Bulgarije · 
Chili ·
Colombia ·
Costa Rica ·
Cuba ·
Curaçao ·
DDR ·
Duitsland ·
Ecuador ·
Egypte ·
El Salvador ·
Finland ·
Frankrijk ·
Griekenland ·
Guatemala ·
Guyana ·
Haïti ·
Honduras ·
Hongarije ·
Ierland ·
IJsland ·
Irak ·
Iran ·
Jamaica ·
Japan ·
Joegoslavië ·
Kameroen ·
Letland ·
Mexico ·
Myanmar ·
Nicaragua ·
Noord-Korea ·
Oezbekistan ·
Panama ·
Paraguay ·
Peru ·
Polen ·
Portugal ·
Roemenië ·
Rusland ·
Saoedi-Arabië ·
Senegal ·
Servië ·
Slowakije ·
Spanje ·
Trinidad en Tobago ·
Tsjecho-Slowakije ·
Uruguay ·
Venezuela ·
Verenigde Arabische Emiraten ·
Verenigde Staten ·
Zuid-Afrika ·
Zuid-Korea ·
Zwitserland